# Jordan Oesterle
Jordan Oesterle, född 11 juni 1992, är en amerikansk professionell ishockeyback som spelar för Detroit Red Wings i NHL.
Han har tidigare spelat för Edmonton Oilers; Chicago Blackhawks och Arizona Coyotes i NHL; Bakersfield Condors och Oklahoma City Barons i AHL; Western Michigan Broncos i NCAA samt Sioux Falls Stampede i USHL.
Oesterle blev aldrig NHL-draftad.
Den 12 juli 2018 tradades han till Arizona Coyotes tillsammans med Marian Hossa, Vinnie Hinostroza och ett draftval i tredje rundan 2019, i utbyte mot Marcus Krüger, MacKenzie Entwistle, Jordan Maletta, Andrew Campbell och ett draftval i femte rundan 2019.

## Statistik
| 2008–2009   | Detroit Belle Tire U16   | T1EHL       | 31  | 5  | 15 | 20 | 10 | —  | — | — | — | — |
| 2009–2010   | Detroit Belle Tire U18   | T1EHL       | 47  | 5  | 25 | 30 | 42 | —  | — | — | — | — |
| 2010–2011   | Sioux Falls Stampede     | USHL        | 54  | 2  | 13 | 15 | 16 | 10 | 2 | 3 | 5 | 0 |
| 2011–2012   | Western Michigan Broncos | NCAA        | 41  | 2  | 6  | 8  | 8  | —  | — | — | — | — |
| 2012–2013   | Western Michigan Broncos | NCAA        | 38  | 3  | 6  | 9  | 14 | —  | — | — | — | — |
| 2013–2014   | Western Michigan Broncos | NCAA        | 34  | 2  | 15 | 17 | 27 | —  | — | — | — | — |
|             | Oklahoma City Barons     | AHL         | 4   | 1  | 0  | 1  | 2  | 1  | 0 | 0 | 0 | 0 |
| 2014–2015   | Edmonton Oilers          | NHL         | 6   | 0  | 1  | 1  | 0  | —  | — | — | — | — |
|             | Oklahoma City Barons     | AHL         | 65  | 8  | 17 | 25 | 8  | 10 | 1 | 3 | 4 | 8 |
| 2015–2016   | Edmonton Oilers          | NHL         | 17  | 0  | 5  | 5  | 0  | —  | — | — | — | — |
|             | Bakersfield Condors      | AHL         | 44  | 4  | 21 | 25 | 10 | —  | — | — | — | — |
| 2016–2017   | Edmonton Oilers          | NHL         | 2   | 0  | 0  | 0  | 0  | —  | — | — | — | — |
|             | Bakersfield Condors      | AHL         | 44  | 7  | 25 | 32 | 10 | —  | — | — | — | — |
| 2017–2018   | Chicago Blackhawks       | NHL         | 55  | 5  | 10 | 15 | 8  | —  | — | — | — | — |
| 2018–2019   | Arizona Coyotes          | NHL         | 71  | 6  | 14 | 20 | 12 | —  | — | — | — | — |
| 2019–2020   | Arizona Coyotes          | NHL         | 58  | 3  | 10 | 13 | 14 | 9  | 1 | 3 | 4 | 0 |
| 2020–2021   | Arizona Coyotes          | NHL         | 43  | 1  | 10 | 11 | 10 | —  | — | — | — | — |
| 2021–2022   | Detroit Red Wings        | NHL         | 45  | 2  | 6  | 8  | 4  | —  | — | — | — | — |
| 2022–2023   | Detroit Red Wings        | NHL         | 52  | 2  | 9  | 11 | 19 | —  | — | — | — | — |
| NHL totalt  | NHL totalt               | NHL totalt  | 349 | 19 | 65 | 84 | 67 | 9  | 1 | 3 | 4 | 0 |
| AHL totalt  | AHL totalt               | AHL totalt  | 157 | 20 | 63 | 83 | 30 | 11 | 1 | 3 | 4 | 8 |
| NCAA totalt | NCAA totalt              | NCAA totalt | 113 | 7  | 27 | 34 | 49 | —  | — | — | — | — |

### Internationellt
| Källa: Uppdaterad: 2023-02-02 | Källa: Uppdaterad: 2023-02-02 | Källa: Uppdaterad: 2023-02-02 |         | Utv = Utvisningsminuter | Utv = Utvisningsminuter | Utv = Utvisningsminuter | Utv = Utvisningsminuter | Utv = Utvisningsminuter |
| År                            | Lag                           | Mästerskap                    | Matcher | Mål                     | Assists                 | Poäng                   | Utv                     |                         |
| ----------------------------- | ----------------------------- | ----------------------------- | ------- | ----------------------- | ----------------------- | ----------------------- | ----------------------- | ----------------------- |
| 2018                          | USA                           | VM                            | 1       | 0                       | 1                       | 1                       | 0                       |                         |
| Senior totalt                 | Senior totalt                 | Senior totalt                 | 1       | 0                       | 1                       | 1                       | 0                       |                         |